# Arena Suwon
Arena Suwon - przeznaczona do koszykówki hala sportowa znajdująca się w mieście Suwon, w Korei Południowej. W tej hali swoje mecze rozgrywa drużyna Suwon Thunders. Hala została oddana do użytku w roku 1984, może pomieścić 5 770 widzów.